# Taubenturm Manoir de Lesmoal

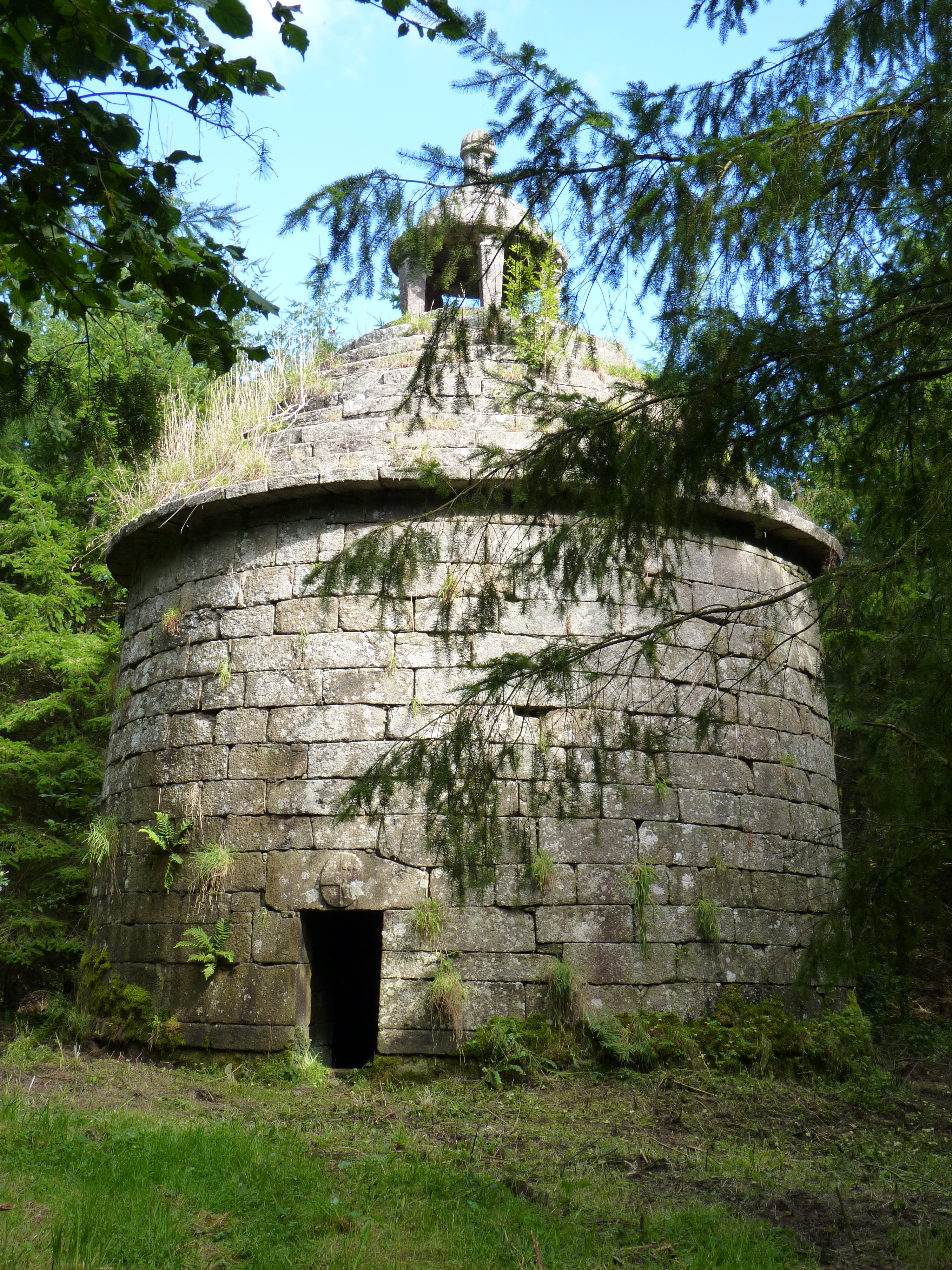
Taubenturm in Plounérin

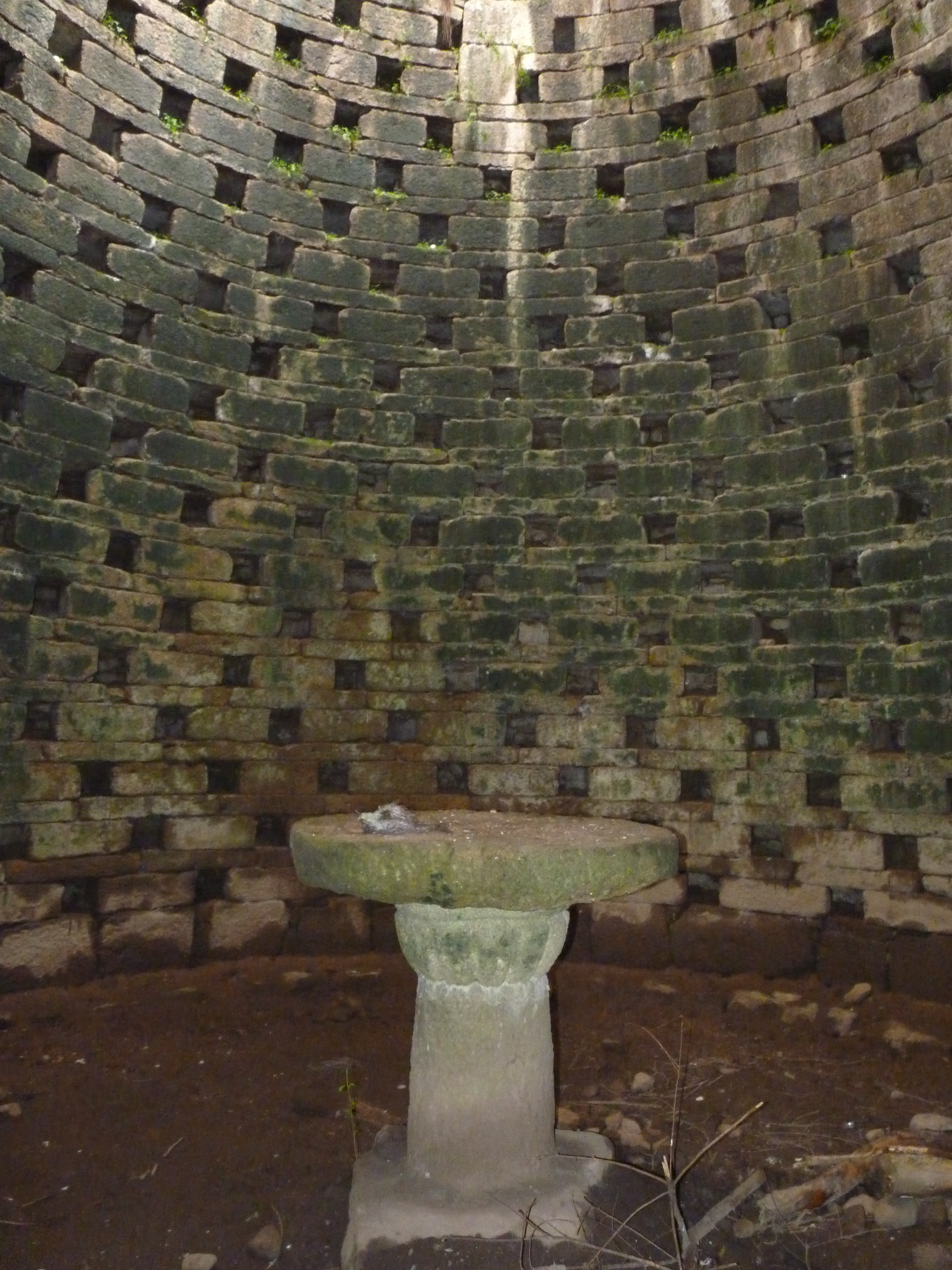
Innenansicht

Der Taubenturm (französisch colombier oder pigeonnier) des Manoir de Lesmoal in Plounérin, einer französischen Gemeinde im Département Côtes-d’Armor in der Region Bretagne, wurde Ende des 16. Jahrhunderts errichtet. Der Taubenturm steht seit 1997 als Monument historique auf der Liste der Baudenkmäler in Frankreich.

## Beschreibung
Der runde Taubenturm aus Hausteinmauerwerk wurde vom Besitzerehepaar des Manoir Maurice Meur und Julienne de Quélen erbaut. Auf dem Türsturz ist ihr Wappen angebracht. Das Dach mit Laterne ist aus dem gleichen Stein ausgeführt wie das Mauerwerk. Der Taubenturm gehört zu den schönsten der Region.